# Gereformeerde kerk (Sint-Laurens)
De Gereformeerde kerk is het voormalige kerkgebouw van de Gereformeerde kerk in Sint Laurens, gelegen bij het gehucht Brigdamme. Aan het begin van 2019 werd het kerkgebouw verkocht aan een Messiaanse gemeente.

## Ontstaan van de Gereformeerde kerk in Sint-Laurens
In de 19e eeuw ontstond binnen de landelijke hervormde kerken onrust doordat in 1816 de Dordtse Kerkorde van 1619 was afgeschaft en er een nieuw Algemeen Reglement was ingesteld. Uiteindelijk kon een kerkscheuring niet voorkomen worden en vanaf 1866 ontstonden er in Nederland veel Dolerende Kerken. In maart 1887 werd ook in Middelburg een Dolerende kerk gesticht. Hieropvolgend werd in april een petitie ingediend door 51 leden van de Hervormde kerk in het naburige Sint Laurens waarin werd gevraagd om de Dordtse Kerkorde weer in te voeren. Hierop volgde een discussie binnen de kerkenraad en uiteindelijk werden drie ouderlingen geschorst. 
Zij besloten zichzelf als wettige hervormde kerkenraad te erkennen en de nieuwe reformatie doorvoeren. Zij vonden echter weinig steun van de hervormde gemeenteleden tijdens een vergadering op 3 mei 1887. Pas op 4 augustus werd een tweede keer vergaderd, met vijftien aanwezigen, maar opnieuw werd besloten af te wachten. Pas op 15 september werd door deze kleine groep besloten niet meer de hervormde diensten bij te wonen en voortaan te kerken in de Dolerende kerk van Middelburg. Vanaf april 1889 werd een huis gehuurd in Brigdamme, waar een kamer werd verbouwd tot kerkzaal welke op 15 juni in gebruik werd genomen. Reeds op 19 mei 1889 was de dolerende groep in Sint Laurens zelfstandig geworden.

## Een eigen kerkgebouw
Door groei van het aantal leden werd in 1893 besloten een kerkgebouw te laten bouwen. Op 26 december kreeg timmerman P. Walraven opdracht om een gebouw te ontwerpen. Hij presenteerde zijn plannen in januari 1894. De nieuwbouw werd door Walraven begroot op 2825 gulden, wat door de kerkenraad direct werd geaccepteerd. Er werd begonnen met de bouw en reeds op 10 mei 1894 was het gebouw gereed, waarna het drie dagen later in gebruik werd genomen. Deze kerk zou niet lang in gebruik blijven.
In 1922 werd een financiële commissie samengesteld die de mogelijkheden moest onderzoeken voor de bouw van een nieuw kerkgebouw. K. Francke, afkomstig uit Oostkapelle, werd gevraagd om een ontwerp te leveren voor een kerk met naastgelegen pastorie. Het ontwerp werd goedgekeurd en na inschrijving werd de bouw gegund aan de timmerlui Willem en Maarten Walraven. Doordat de kerk groter werd, en er ook een harmonium werd aangeschaft, waren de bouwkosten aanzienlijk hoger dan die van de eerste kerk, namelijk 25.000 gulden. Op 16 oktober 1923 werd begonnen met de eerste werkzaamheden en de symbolische eerste steen on worden gelegd op 29 november door emeritus-predikant Toebes. Op 2 juni 1924 was de bouw gereed en het gebouw werd op 15 juni in gebruik genomen.
In 1980 werd de kerk verbouwd.

## Messiaanse gemeente
In het kader van het Samen op Weg-proces fuseerde de Gereformeerde kerk met de Hervormde kerk van Sint Laurens. Gecombineerd met afname van het ledenaantal werd daarop in 2018 besloten om het voormalig gereformeerde kerkgebouw af te stoten en enkel diensten te houden in de Hervormde kerk. Op 6 januari 2019 werd de laatste dienst gehouden, waarna het gebouw werd verkocht aan een Messiaanse gemeente. Op 2 maart 2019 hielden zij de eerste dienst in het gebouw.

## Orgel
In 1924 werd een nieuw harmonium in de kerk geplaatst. Na 45 jaar voldeed deze niet meer en in 1969 werd een nieuw orgel in de kerk geplaatst door orgelbouwer Pels & Van Leeuwen. Het betrof een serie-geproduceerd orgel van het model Forzando type M478 P. Aanvankelijk stond dit orgel voorin de kerk, rechts naast de preekstoel. In 1980 werd het orgel tijdens een verbouwing verplaatst naar een galerij boven de ingang.